# St.-Andreas-Bobola-Kirche (Świętajno)
Die St.-Andreas-Bobola-Kirche in Świętajno (deutsch Schwentainen, 1938 bis 1945 Altkirchen) ist ein zu Beginn des 20. Jahrhunderts errichtetes Bauwerk und diente bis 1945 als evangelische Kirche für das ostpreußische Kirchspiel Schwentainen resp. Altkirchen. Heute ist es römisch-katholische Pfarrkirche in der polnischen Woiwodschaft Ermland-Masuren.

## Geographische Lage
Świętajno liegt im Süden der Woiwodschaft Ermland-Masuren, 14 Kilometer nordöstlich der Kreisstadt Szczytno (Ortelsburg). Von Jeruty (Groß Jerutten) aus führt von der polnischen Landesstraße DK 53 eine Nebenstraße bis direkt in den Ort. Świętajno ist Bahnstation an der Bahnstrecke Olsztyn–Ełk (deutsch Allenstein–Lyck).
Die Kirche steht im Nordosten des Dorfes zwischen der ul. Adama Mickiewicza und der ul. Michała Żymierskiego.

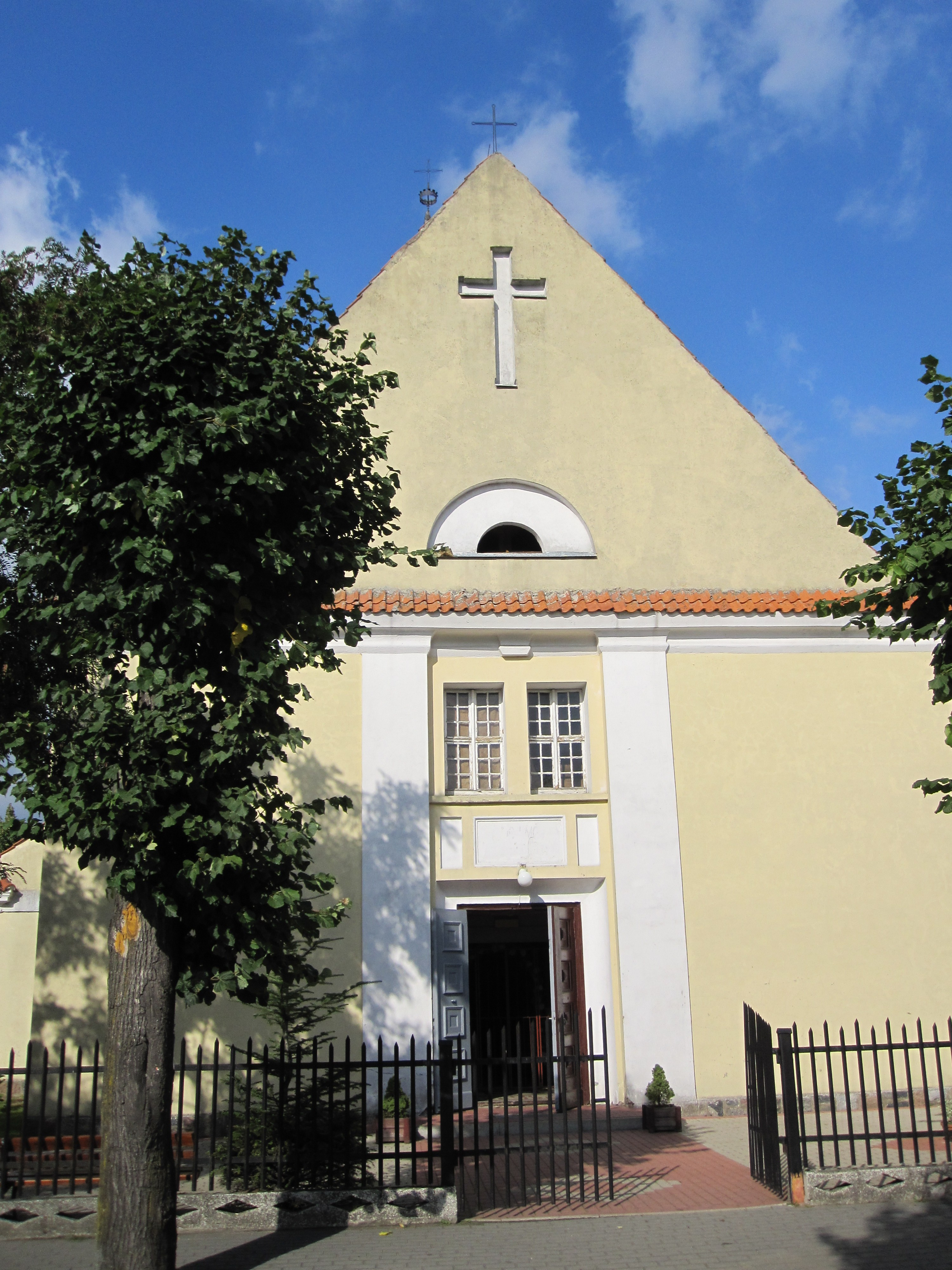
Das Eingangsportal der Kirche

## Kirchengebäude
Im Jahre 1908 begann man in Schwentainen mit dem Bau einer Kirche, mit deren Vollendung wohl nach zwei Jahren gerechnet werden kann. Das Gotteshaus sollte den in der Schwentainer Region wohnenden Gemeindegliedern der etwas langwierige Weg zur bisherigen Pfarrkirche in Klein Jerutten (polnisch Jerutki) erspart werden. Als am 22. August 1914 russische Truppen das Dorf fast restlos zerstörten, nahm auch die Kirche erheblichen Schaden. In den 1920er Jahren begann der Wiederaufbau des Ortes, darunter eine neue Kirche und auch eine neue Schule.
Bis zum Jahre 1945 wurde das Gebäude als evangelisches Gotteshaus genutzt. Danach wurde es römisch-katholische Pfarrkirche, die man nach heiligen Märtyrer Andreas Bobola benannte.

## Kirchengemeinde

### Evangelisch

#### Kirchengeschichte
Eine evangelische Kirchengemeinde wurde in Schwentainen im Jahre 1908 gegründet. Sie war dem Pfarramt Jerutten in Klein Jerutten (polnisch Jerutki) unterstellt, in dem eine für das Gebiet um Schwentainen zuständiger Hilfsprediger zusätzlich zum Gemeindepfarrer (mit Sitz in Klein Jerutten) Dienst tat und zwischen 1910 und 1920 auch in Schwentainen wohnte. Die Pfarrei Klein Jerutten/Schwentainen zählte im Jahre 1925 insgesamt 7300 Gemeindeglieder, von den 4000 dem Sprengel Schwentainen mit seinen elf Orten und Ortschaften zugeordnet waren.
Im Jahre 1926 erhielt die Kirchengemeinde Schwentainen eine eigene Pfarrstelle, die bis 1944 besetzt war und deren Inhaber nun auch in Schwentainen wohnten. Die Kirchengemeinde war patronatslos.
Bis 1945 gehörte die Kirchengemeinde Schwentainen (ab 1938 Kirchengemeinde Altkirchen) zum Superintendenturbezirk Passenheim (polnisch Pasym) im Kirchenkreis Ortelsburg (Szczytno) innerhalb der Kirchenprovinz Ostpreußen der Kirche der Altpreußischen Union.
Flucht und Vertreibung der einheimischen Bevölkerung ließ das Leben der evangelischen Gemeinde nach 1945 absterben. Heute hier wieder lebende evangelische Kirchenglieder gehören nun zur Pfarrkirche in Szczytno in der Diözese Masuren der Evangelisch-Augsburgischen Kirche in Polen.

#### Kirchspielorte
Bis 1945 waren neben dem Pfarrort zehn Orte in das Kirchspiel Schwentainen eingepfarrt:
| Name                         | Polnischer Name |  | Name         | Polnischer Name |
| ---------------------------- | --------------- |  | ------------ | --------------- |
| Bieberthal                   |                 |  | *Grünwalde   | Kolonia         |
| Friedrichsfelde              | Chochół         |  | Gurken       | Górki           |
| *Friedrichsthal              | Cis             |  | Lontzig      | Łąck Wielki     |
| Galonsken 1938–45 Neukirchen |                 |  | Neu Jerutten | Chajdyce        |
| Groß Jerutten                | Jeruty          |  | Schönwaldau  | Brele           |

#### Pfarrer
Zwischen 1926 und 1945 amtierten als evangelische Pfarrer an der Schwentainer (Altkirchener) Kirche die Geistlichen:
| - Rudolf Abramowski, 1926–1930 - Werner Mingo, 1930–1944 |

Bereits von 1910 bis 1920 hatte der Hilfsprediger Wladislaus Przybylski seinen Wohnsitz in Schwentainen.

#### Kirchenbücher
Die Schwentainer Kirchenbücher haben den Krieg nicht überdauert. Für die Zeit bis 1908 finden sich die Schwentainen betreffenden Kirchenbucheintragungen bei den Unterlagen der Pfarrei Klein Jerutten (Jerutki).

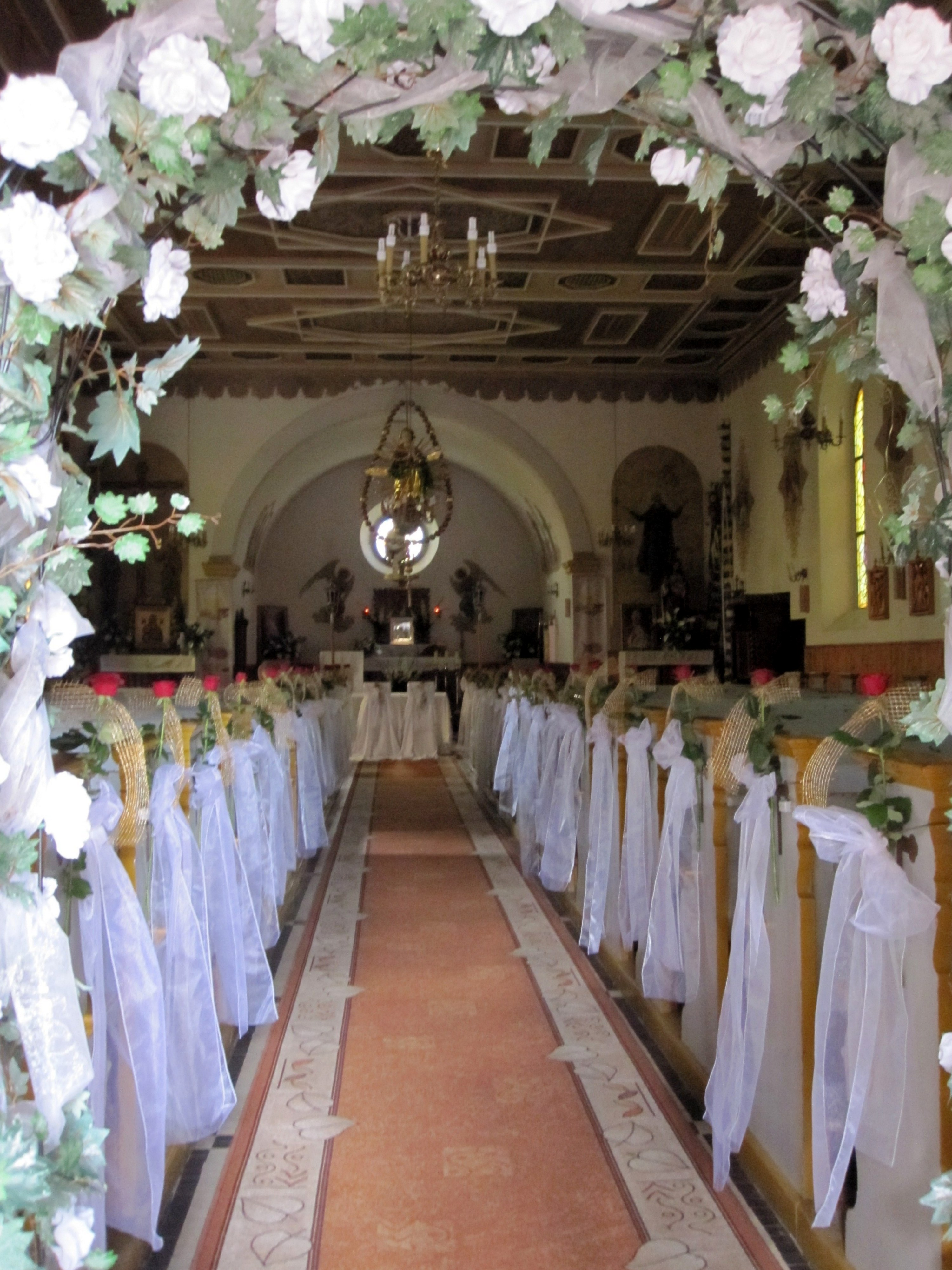
Kirche im Festschmuck

### Römisch-katholisch
Bis 1945 war für die in der Region Schwentainen wohnenden katholischen Kirchenglieder zentrales Gotteshaus die Pfarrkirche in Ortelsburg (polnisch Szczytno). Sie gehörte zum damaligen Bistum Ermland. Heute nun ist die St.-Andreas-Bobola-Kirche in Świętajno die zuständige katholische Pfarrkirche. Sie ist Teil des Dekanats Rozogi (Friedrichshof) innerhalb des jetzigen Erzbistums Ermland der Römisch-katholischen Kirche in Polen. Zu ihrer Pfarrei gehören die beiden Filialkirchen in Jerutki (Klein Jerutten) und Kolonia (Grünwalde).